# Qasaqstannyng Futbol Federazijassy
Die Qasaqstannyng Futbol Federazijassy (kasachisch Қазақстанның Футбол Федерациясы Qazaqstannyñ Futbol Federatsıiasy, russisch Федерация Футбола Казахстана Federazija futbola Kasachstana) ist der nationale Fußballverband von Kasachstan. Er organisiert die nationale Meisterschaft (Premjer-Liga) und die verschiedenen Nationalteams.

## Geschichte
Die Qasaqstannyng Futbol Federazijassy wurde 1991 gegründet. Inzwischen wurde der Fußballverband zur größten Sportorganisation Kasachstans. 1994 wurde der Fußballverband Kasachstans Vollmitglied der FIFA und des AFC. 2002 erfolgte der Wechsel zur UEFA.

## UEFA-Fünfjahreswertung
Platzierung in der UEFA-Fünfjahreswertung:
(in Klammern die Vorjahresplatzierung). Die Kürzel CL, EL und CO hinter den Länderkoeffizienten geben die Anzahl der Vertreter in der Saison 2026/27 der Champions League, der Europa League sowie der Conference League an.
- 37.  (32)  Kosovo (Liga, Pokal) – Koeffizient: 12.041 – CL: 1, EL: 0, CO: 3
- 38.  (34)  Finnland (Liga, Pokal) – Koeffizient: 11.750 – CL: 1, EL: 0, CO: 3
- 39.  (33)  Kasachstan (Liga, Pokal) – Koeffizient: 11.125 – CL: 1, EL: 0, CO: 3
- 40.  (38)  Färöer (Liga, Pokal) – Koeffizient: 10.750 – CL: 1, EL: 0, CO: 3
- 41.  (45)  Malta (Liga, Pokal) – Koeffizient: 8.500 – CL: 1, EL: 0, CO: 3

Stand: Ende der Europapokalsaison 2024/25